# Benedetto Francesco Fucci
Benedetto Francesco Fucci (Andria, 4 ottobre 1952) è un politico italiano.

## Biografia

### Attività politica

#### Elezione a deputato
Alle elezioni politiche del 2008 è candidato alla Camera dei Deputati, nella circoscrizione Puglia, nelle liste del Popolo della Libertà, venendo eletto deputato della XVI Legislatura.
È stato coordinatore provinciale del PdL della provincia di Barletta-Andria-Trani.
Alle elezioni politiche del 2013 è ricandidato alla Camera dei Deputati, sempre nella circoscrizione Puglia, nelle liste del Popolo della Libertà, venendo rieletto deputato della XVII Legislatura.
Il 16 novembre 2013, con la sospensione delle attività del Popolo della Libertà, aderisce a Forza Italia.
Il 30 maggio 2015, in disaccordo con le scelte politiche di Silvio Berlusconi, abbandona Forza Italia per aderire a Conservatori e Riformisti di Raffaele Fitto.
Il 19 novembre 2015 assieme agli altri deputati di CoR passa al Gruppo misto, aderendo alla componente "Conservatori e Riformisti".
Non è più ricandidato in Parlamento alle elezioni politiche del 2018.